# X-wing

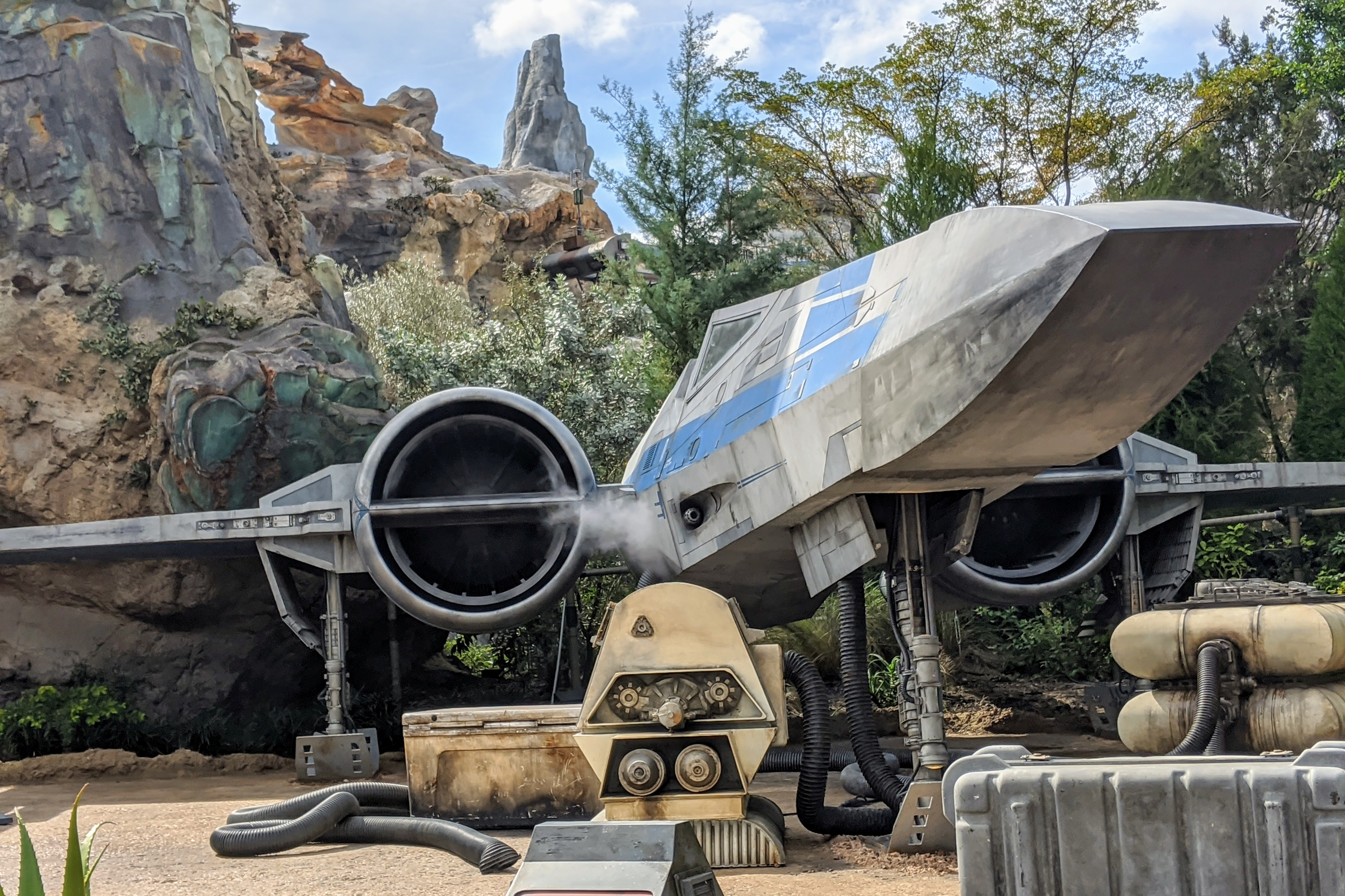
Representació d'un X-Wing.

L'X-Wing és un tipus de caça estel·lar de l'univers fictici de Star Wars. Fa referència a una sèrie de caces dissenyats i produïts per l'empresa Incom Corporation la principal característica és la forma en X de les seves quatre ales. Al principi, van ser dissenyats per l'Imperi Galàctic, però quan un equip d'enginyers complet va desertar i es va incorporar a l'Aliança Rebel, es van emportar els plànols i prototips.

## Tipus
A partir del 130 ABY, existien els següents tipus d'Ala-X:
Sèrie T-65
- T-65 Ala-X
- T-65BR Ala-X
- Tandem Ala-X
- TX-65 Ala-X

Sèrie XJ
- XJ Ala-X
- XJ3 Ala-X
- StealthX Ala-X
- XJ5 Ala-X
- XJ6 Ala-X
- XJ7 Ala-X

X-83 TwinTail